# Show Me The Money 11
Show Me The Money 11（韓語：쇼미더머니 (시즌 11)，簡稱：SMTM11）是韓國Mnet頻道製作的嘻哈選秀節目，為Show Me The Money系列的第十一季。
第十一季的四組製作人分別為 TEAM lIlBOI & GroovyRoom；TEAM Jay Park & Slom；TEAM The Quiett & Leellamarz；TEAM JUSTHIS & R.Tee擔任導師。
由於Covid-19的問題，從Show Me The Money 9開始，預選賽就在演播室舉行，但3年後，他們又回到了體育館的評判系統。此外，在Show Me The Money 6之後取消的美國預選賽計劃在 5 年後恢復，預選賽將在洛杉磯舉行。

## 製作人
- Lil Boi
- GroovyRoom
- 朴載範
- Slom：參與多首SMTM9 Team Giriboy & Zion.T的作品。
- The Quiett
- Leellamarz
- JUSTHIS
- R.Tee

## 比賽內容

### 第一輪：無伴奏Rap
第一輪于2022年8月13和14日在韓國和22日在美國洛杉矶舉行。參賽者按順序依次在製作人面前進行無伴奏Rap表演。表演中參賽者收到製作人的SMTM項鍊即可通過此輪並晉級下一輪。在 30,000 多名參賽者中，有 108 人進入了第二輪預選賽。
通過第一輪預選賽的參賽者
4001, CIKA, J4 Prada, JP, NSW Yoon, NY Dogg, QM, YLN Foreign, 고은이, 광어, 구본겸, 김건우, 김경완, 김농밀, 김도윤, 김명훈, 김민석, 김성훈, 김승민, 金在旭, 김재현, 김준성, 김지성, 김필자, 盧允夏, Neuns, DAMINI, Don Malik, 델리카마, 디지털 대브, 딤플, 떠그보이, Ray Hill, Los, Rolldice, 리비도, 릴구압, 릴포엣, Mckdaddy, Max Kim, 문강빈, 미카엘, 朴明勛, 박민범, 박재우, 박철완, 박현규, Vekoel, V:enta Black, Blase, 비바, Sharkrama, Sonza, 송진우, 스몰퍼, Street Baby, 스티피, Sleepy, Sikboy, XINSAYNE, 신재혁, 신준엽, 아티온캔버스, 야누, Unofficialboyy, Eric Young, Young Nine, Youngboy Shui, Yonge Jaundice, , 오세현, Woolenciah, 원동하, 윌라, 유승훈, 이서진, 이슬이, 李泳知, 이준서, 이준호, 이현준, IndEgo Aid, 임승건, Jambino, Justin Park, 정성호, Jay Young, J'kyun, 조은기, 조채현, 조테리, 지오 킴, 찬희, 최산울, 최선우, 최진혁, ChillinHomie, KHAN, CRUCiAL STAR, Kitsyojii, TAKEWON, toigo, 폴라배, Polodared, FleekyBang, 한정혁, 許成炫, 황선빈, 훈교

### 第二輪：60秒 團隊選擇
參賽者準備一段一分鐘的Rap，在製作人團隊面前完成一分鐘的表演。為晉級下一輪，參賽者必須至少得到一組製作人團隊的PASS。如果全部4組製作人團隊在60秒結束前按下了淘汰（FAIL）按鈕，選手將淘汰出局。 共有44人進入了第三輪預選賽。

### 第四輪：隊内對抗賽
在這一輪中，每個製作人團隊將被分成兩組，每組四名選手，一組為Real Crew，另一組為Fake Crew。 每組都會從各自的製作團隊提供的節拍中選擇一個，一起表演。 各組表演完畢後，製作人將決定優勝的組別。 獲勝的組別將所有成員晉級下一輪，而失敗的組別將淘汰2名成員。

### 第五輪：團隊音源任務
每隊製作人在準備期間選出一名淘汰者，其餘選手與製作人共同表演。 演出結束後，各隊製作人選出一名淘汰者。

### 第六輪：團隊Diss Battle
每支隊伍將進行兩場 1:1 Diss Battle 和一場 4:4 Diss Battle。 獲勝隊的所有參賽者晉級下一輪，失敗隊的一名選手被淘汰。

### 第七輪：首輪公開比賽
在團隊 Diss Battle中，獲勝的隊伍將與獲勝的隊伍對決，失敗的隊伍將與失敗的隊伍對決。 所有製作人團隊通過麥克風選擇來決定團隊中兩位選手中的哪一位上台，剩下的Rapper則無需參與選擇進行單獨進行表演。 每個回合結束後，觀衆將進行兩輪投票決定出獲勝者，投票對應的票數為Rapper獲得的公演收入（Money）。合計收入最少的團隊將淘汰一名成員。

### 第八輪：準決賽
本輪比賽採用抽籤方式決定對決參賽者。 每場比賽，都會經過兩輪投票，決出勝負。 票數多的參賽者晉級決賽，另一名參賽者則被淘汰。

### 第九輪：決賽
最後一輪將通過電視直播，根據現場觀眾和現場短信投票決定獲勝者。  決賽將分為兩部分：決賽的第一部分是所有四名決賽選手的個人表演和/或與特邀表演嘉賓的表演。 四位入圍選手全部表演完畢後，將進行現場觀眾和現場短信投票兩輪投票，並公佈第一輪的投票排名。 在決賽的第二部分，四位決賽選手與他們各自製作人進行表演，同樣的兩輪投票和表演排名在決賽表演後公佈。 在兩場表演中獲得總決賽在線評委投票和現場短信投票累計表演金最多的選手將成為本賽季的冠軍，將獲得₩100,000,000的獎金，外加價值₩100,000,000的頭等艙機票和比佛利山莊住宿。

## 收視率
| 集數 | 播出日期   | AGB收視率        | AGB收視率      |
| 集數 | 播出日期   | 大韓民國（全國） | 首爾（首都圈） |
| ---- | ---------- | ---------------- | -------------- |
| 1    | 2022/10/21 | 1.2%             |                |
| 2    | 2022/10/28 | 1.1%             |                |
| 3    | 2022/11/11 | 1.2%             |                |
| 4    | 2022/11/18 | 1.1%             |                |
| 5    | 2022/11/25 | 0.6%             |                |
| 6    | 2022/12/2  | 0.9%             |                |
| 7    | 2022/12/9  | 0.8%             |                |
| 8    | 2022/12/16 | 0.8%             |                |
| 9    | 2022/12/23 | 0.7%             |                |
| 10   | 2022/12/30 |                  |                |